# Daihatsu Fellow
El Daihatsu Fellow (ダイハツ・フェロー, Daihatsu Ferō) és un kei car o vehicle lleuger produït pel fabricant d'automòbils japonés Daihatsu. Fou el primer turisme kei produït per la marca d'Osaka. Anomenat inicialment com a Fellow, la segona generació fou coneguda com a Fellow Max i el redisseny d'aquesta de l'any 1977 com a Max Cuore.
Com a berlina principal de la gama kei de Daihatsu, el Fellow fou substituït l'any 1980 pel Daihatsu Cuore i el Daihatsu Mira.

## Primera generació (1966-1970)

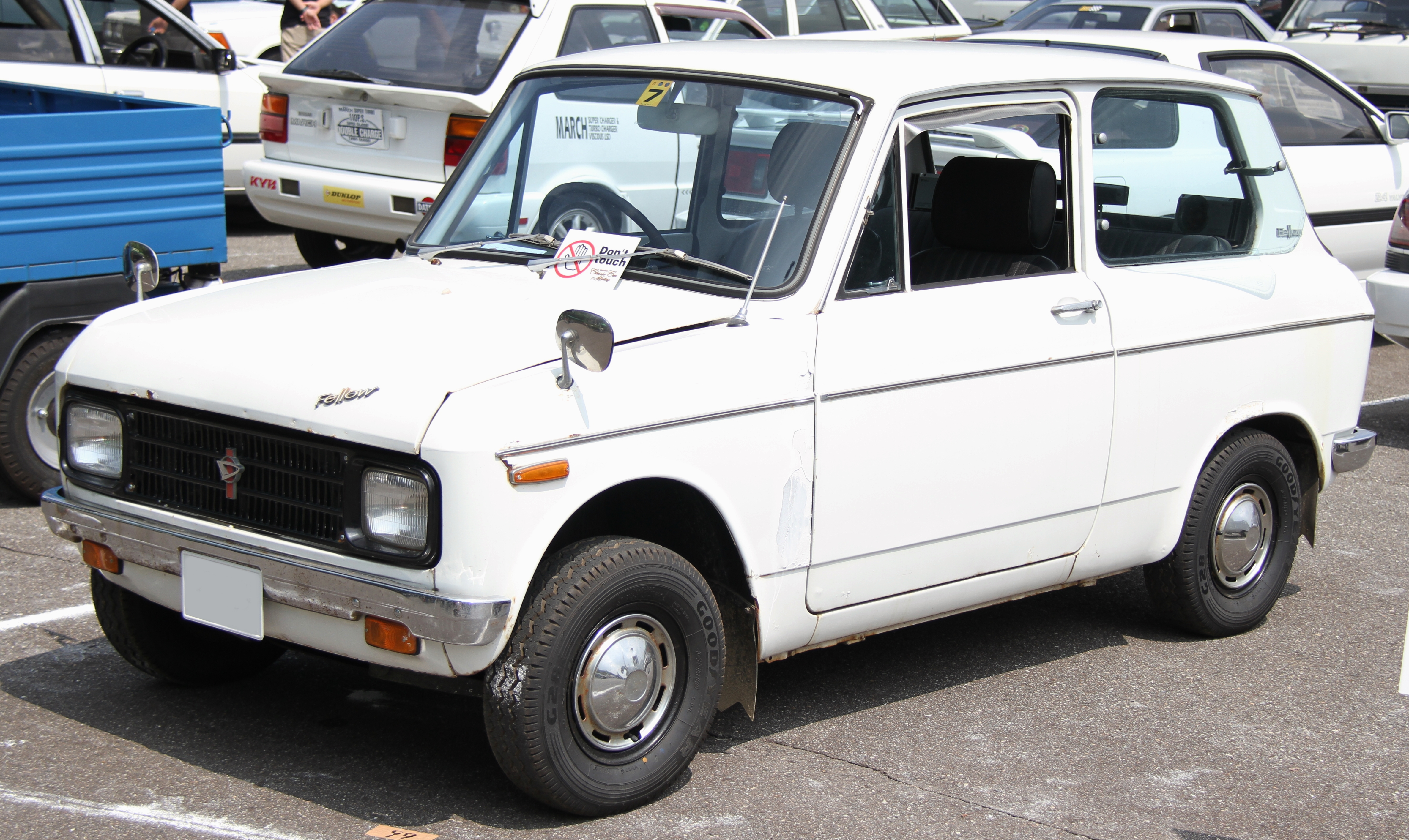
Fellow Custom

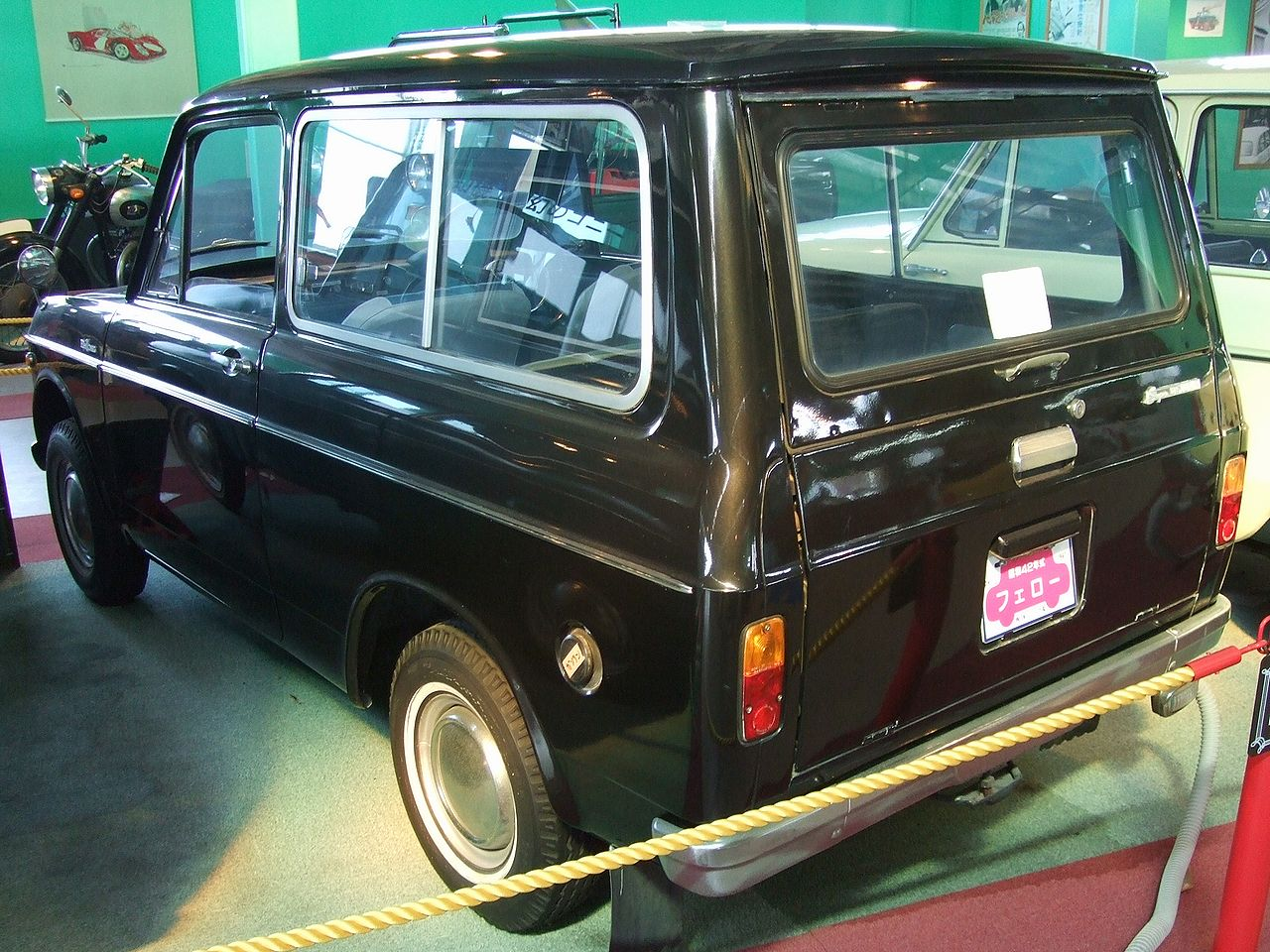
Fellow Van

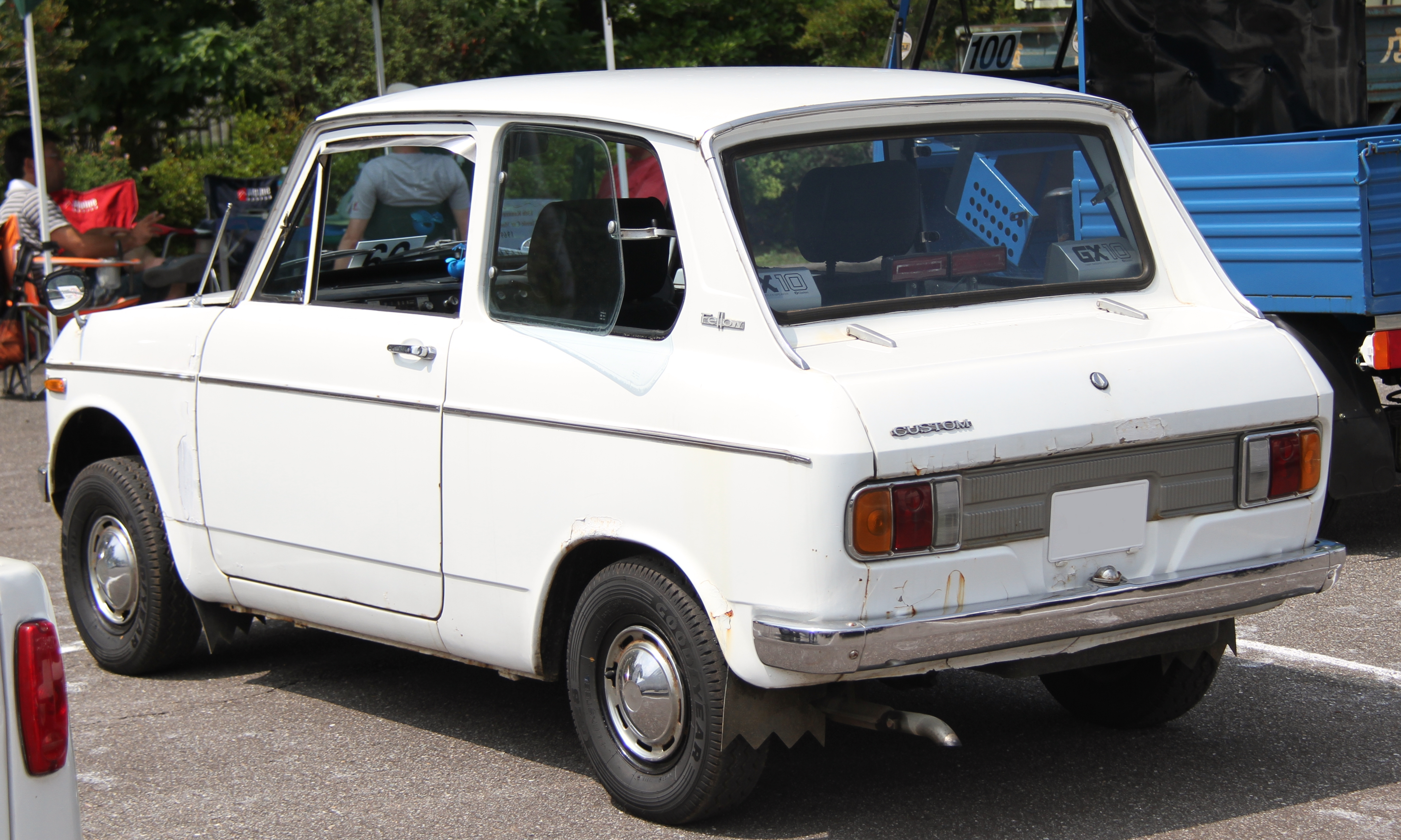
Fellow Custom

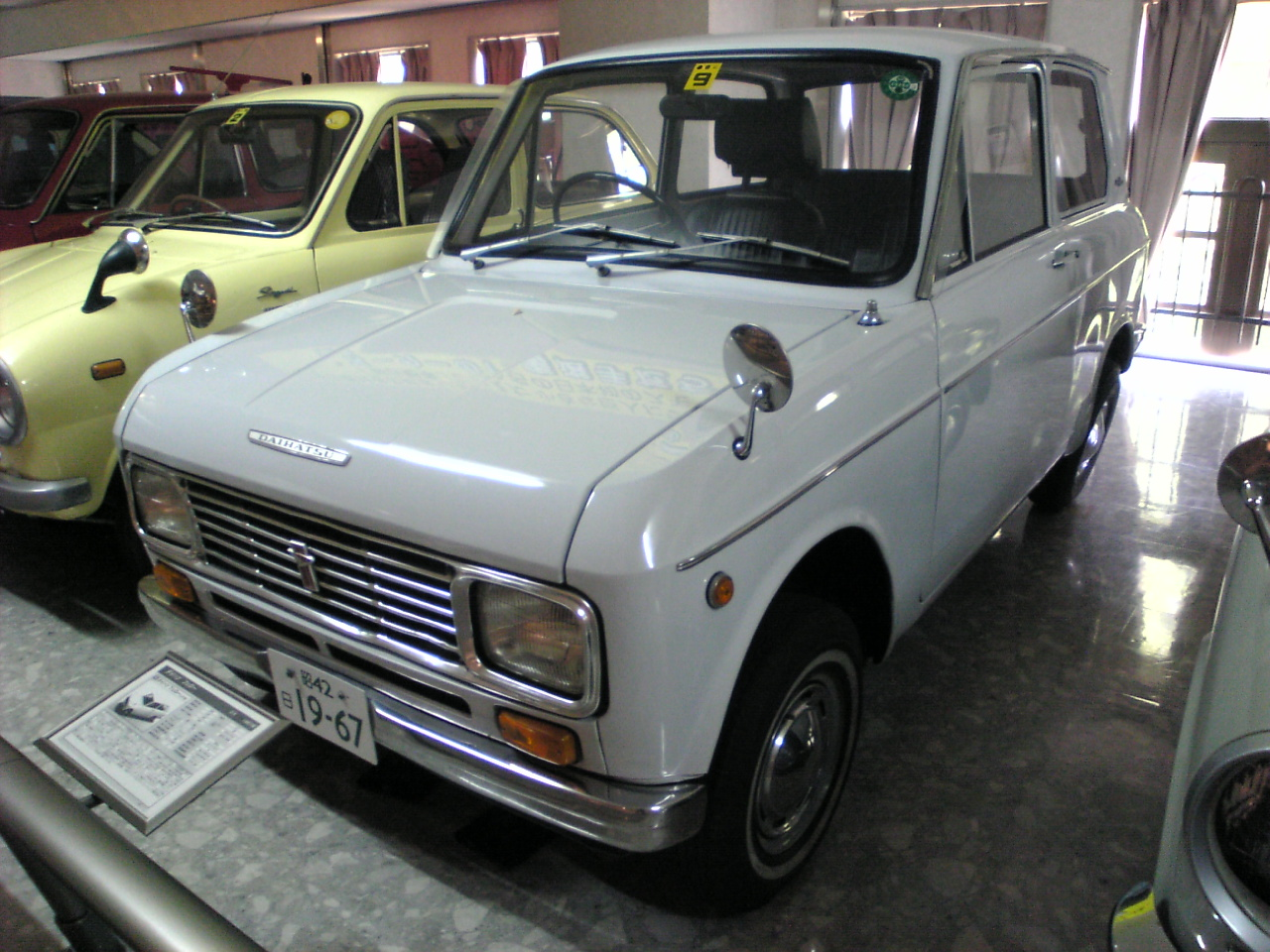
Fellow Standard (1967)

El 9 de novembre de 1966 Daihatsu va presentar el Fellow, també conegut com a Daihatsu 360 en els mercats estrangers. Tot i que inicialment només va estar disponible amb els nivells d'equipament "DeLuxe" i "Super DeLuxe", el febrer de 1967 va afegir-se el nivell "Standard". També disponible en carrosseria familiar (Fellow Van), així com en camioneta i furgoneta des de juny de 1967, el Fellow equipava un convencional motor davanter i tracció al darrere. Equipava la mateixa motorització que la Daihatsu Hijet: un motor bicilíndric en línia de dos temps i una transmissió manual de quatre velocitats. El xicotet i autolubricat (Oil-Matic) motor només pesava 58 quilos. El Fellow fou el primer automòbil del Japó en equipar fars davanters rectangulars.
Amb l'eixida al mercat l'any 1967 del Honda N360, amb 31 cavalls de potència, va començar la guerra de potència al mercat dels kei car entre Honda, Subaru, Suzuki, Mazda i Mitsubishi. La resposta de Daihatsu fou el Fellow SS, presentat al Saló de l'Automòbil de Tòquio del mateix any i comercialitzat des del juny de 1968. Els 32 cavalls del Fellow SS podien fer l'sprint dels 400 metres en només 21,2 segons.
El mateix octubre de 1967, el Fellow va rebre un lleuger redisseny, amb un nou panell de comandaments i noves llandes com a canvi més visible. Una altra reforma va tindre lloc al gener de 1969 amb l'instal·lació de reposacaps i cinturons de seguretat per tal de complir les noves regulacions en seguretat. El juliol del mateix any, a més de modificar-se la posició dels para-xocs, la potència del motor "Standard" va augmentar fins als 26 cavalls i s'afegí a la gama el nivell "Custom", representant el top de gama més luxós. La mida dels fars del darrere també va augmentar. El setembre de 1969 es presentà la Fellow Van EV, una furgoneta amb motor elèctric.

## Segona generació (1970-1980)

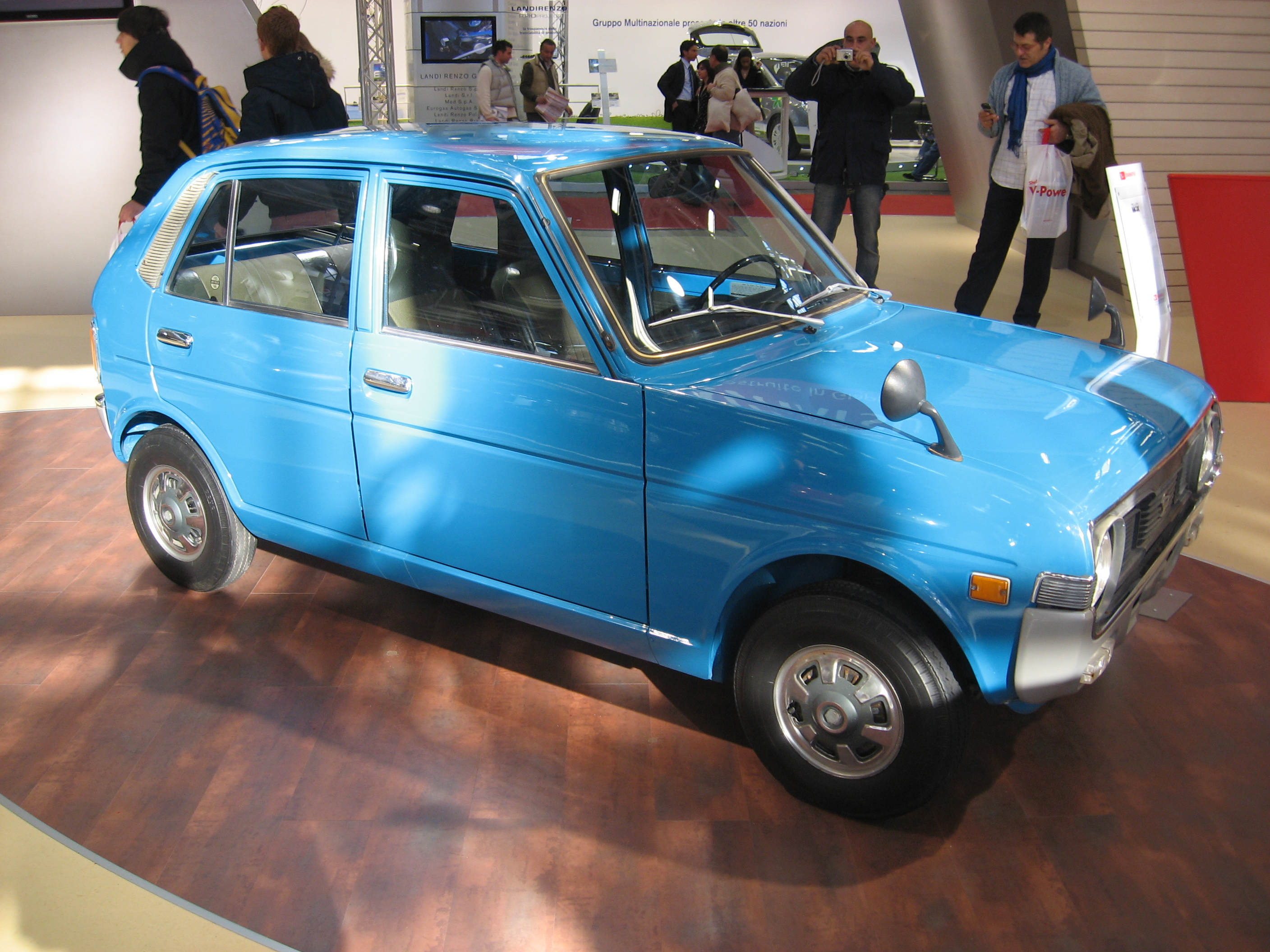
Fellow Max 4P

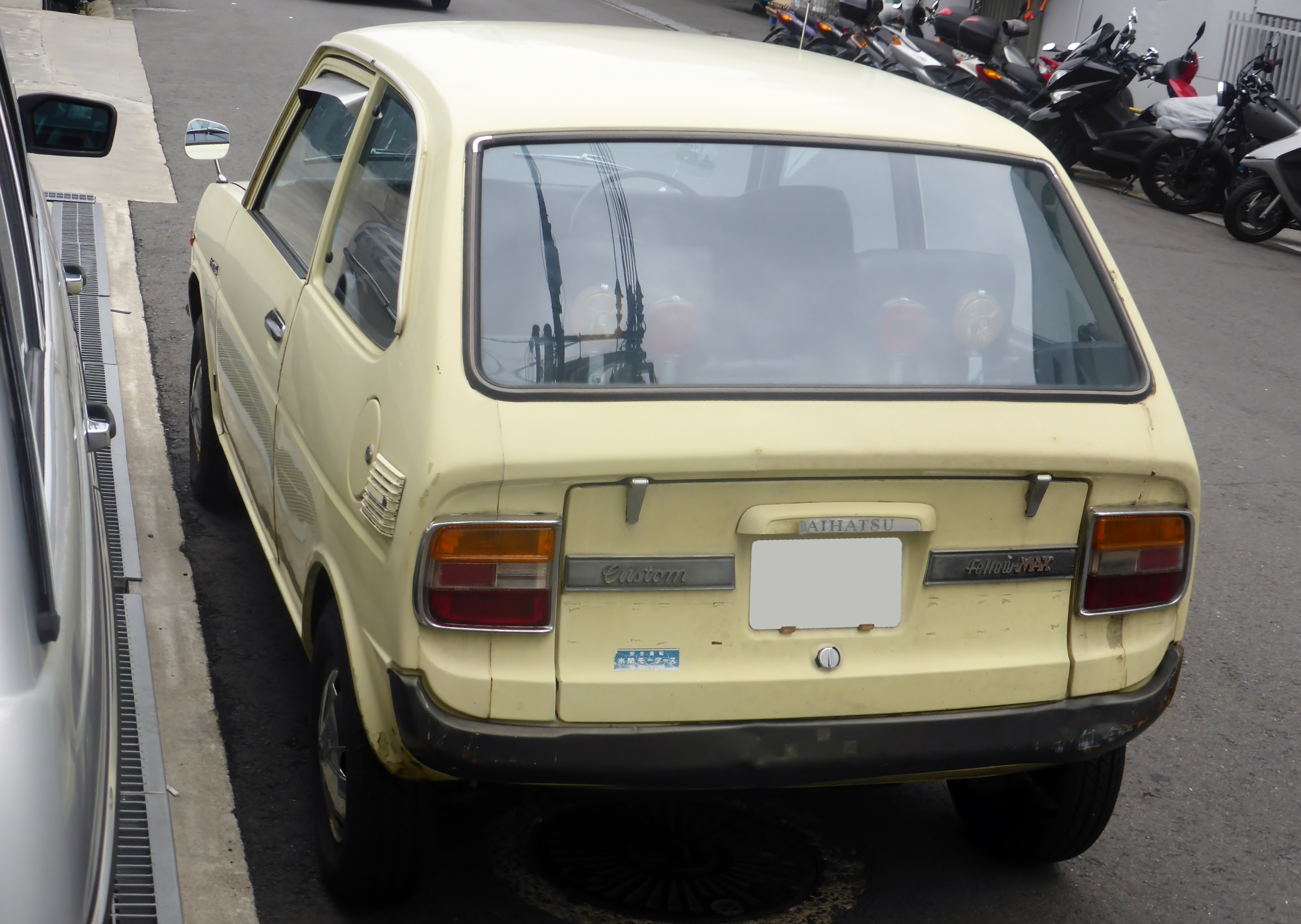
Fellow Max Custom 2P

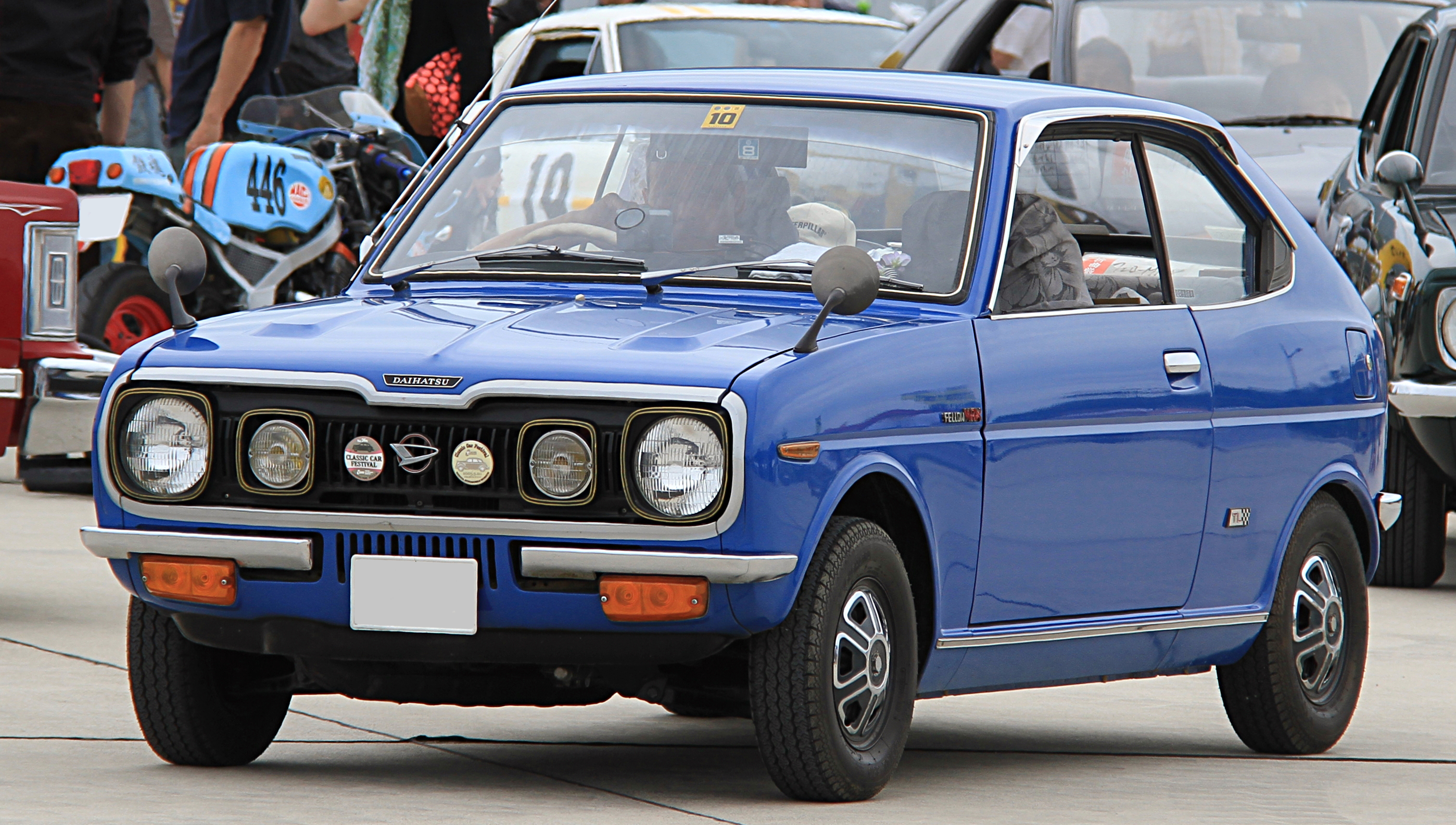
Fellow Max Hardtop TL (1972)

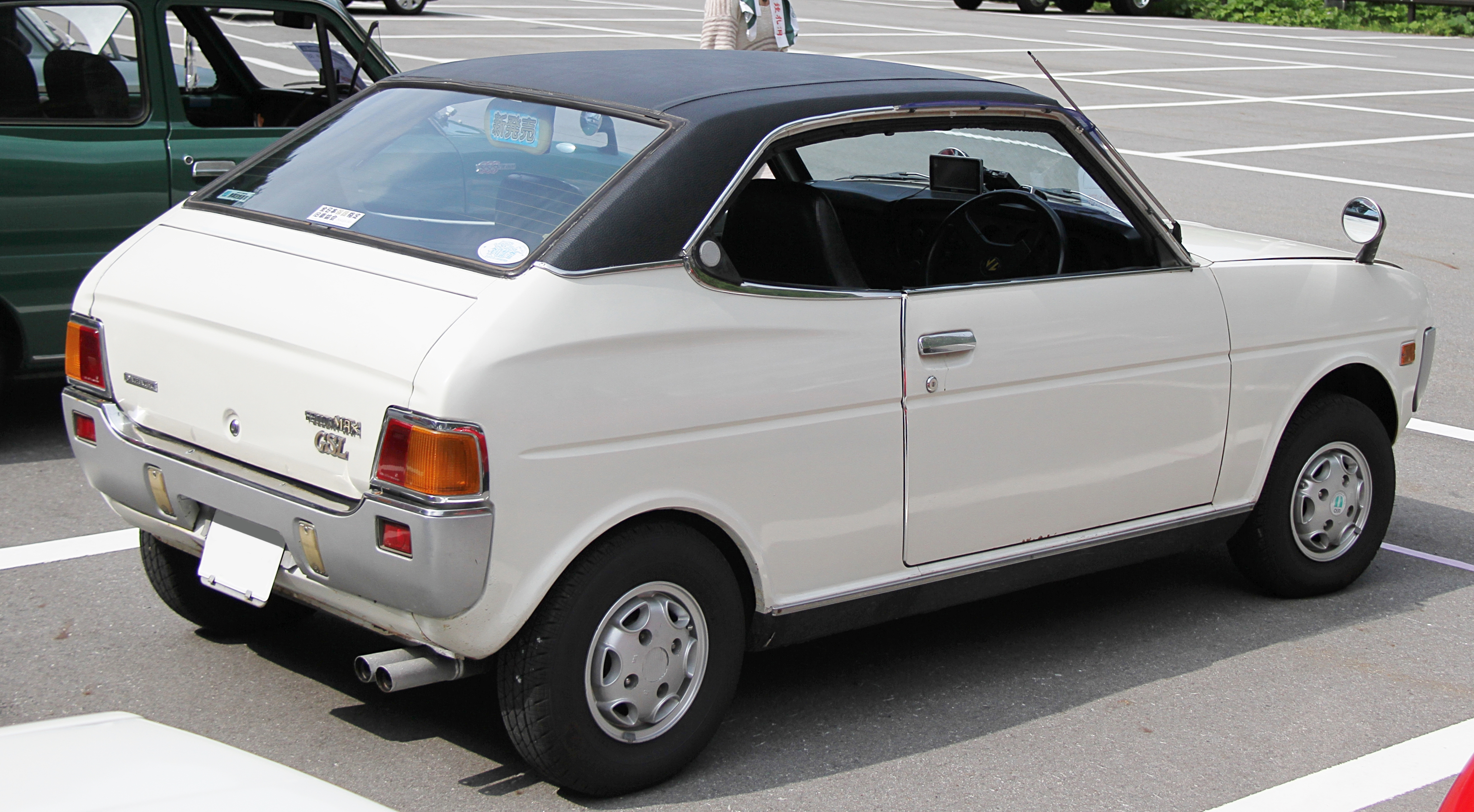
Fellow Max Hardtop GSL

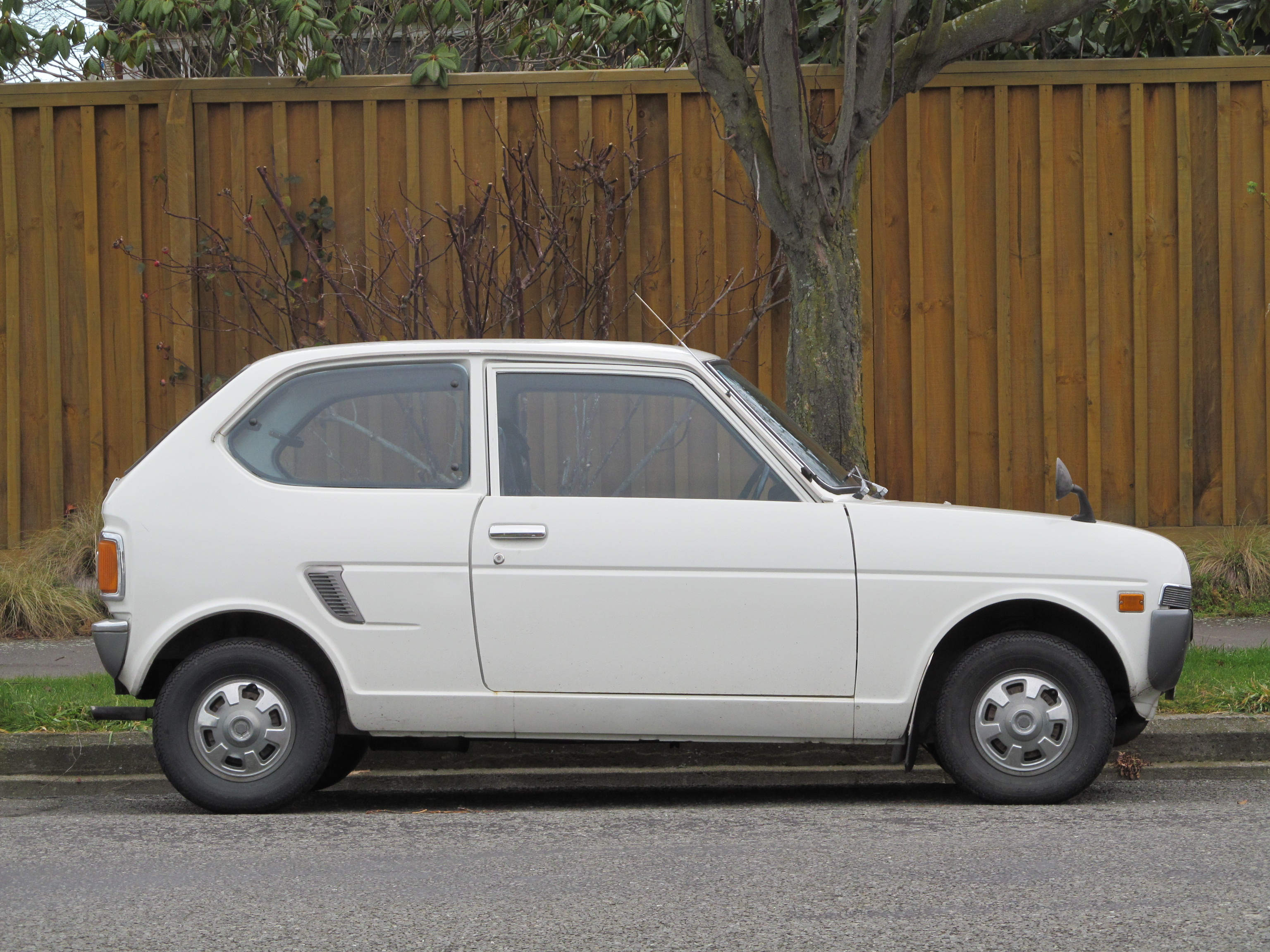
Fellow Max 2P

L'abril de 1970 es presentà la segona generació del Fellow, el Fellow Max amb tracció al davant, per tal de substituir l'anterior generació. Inicialment només disponible amb carrosseria berlina de dues portes i familiar de tres (Van), a l'agost de 1971 es presentà una variant coupé hardtop amb un disseny estètic diferenciat, més esportiu i luxós. Els nivells "SL" i "GXL" dels Fellow Max Hardtop equipaven frens de disc davanters de sèrie. A l'octubre de 1972 es presentà la berlina de quatre portes, esdevenint l'únic kei amb aquesta carrosseria al mercat (el primer fou el Mazda Carol, comercialitzat entre els anys 1962 i 1970). Inicialment, el motor del Fellow Max era un bicilíndric en línia atmosfèric de 356 centímetres cúbics i 33 cavalls de potència. El juliol del 1970 va aparèixer la versió "SS", que equipava una versió del motor abans esmentat però amb doble carburador i 40 cavalls de potència. La velocitat màxima era de 120 quilòmetres per hora, a diferència dels 115 km/h de les versions més baixes. Per a l'any 1973, les potències dels motors van baixar a 31 i 37 cavalls respectivament amb l'objectiu de rebaixar el consum i les emissions a les permeses per llei.
El model va rebre, al llarg de la seua vida, diferents redissenys estètics. El març de 1971 va rebre uns xicotets canvis relacionats amb el disseny de la graella frontal i el panell de comandaments; al març de 1972 un nou panell de comandaments, uns nous fars davanters rodons i un nou capó; a l'octubre del mateix any nous equipaments de seguretat. El febrer de 1975 es modificaren els para-xocs per a poder instal·lar les noves matricules, més grans; alhora es modificaren la graella frontal, l'interior i es retirà la versió amb doble carburador davant les noves lleis d'emissions, restant només els motors de 31 cavalls.
El maig de 1976, d'acord amb les noves regulacions d'automòbils lleugers, Daihatsu va modificar substancialment el Fellow Max. El motor va augmentar dels 356 cc a 547 cc, amb un nou motor bicilíndric en línia de quatre temps desenvolupat en col·laboració amb Toyota. Aquesta motorització també va ser venuda sota llicència a la Suzuki per a l'actualització de la quarta generació del Suzuki Fronte, el Fronte 7-S. La nova motorització oferia menys potència que l'anterior, només 28 cavalls a 6.000 rpm. A més d'això, s'aturà la producció del Fellow Max Hardtop, el qual havia perdut la seua raó d'existir en abandonar-se la producció del motor amb doble carburador.
L'instal·lació de nous para-xocs va fer que la llargària del model augmentara fins als 3.120 mm. La velocitat màxima declarada era 110 km/h, menys que amb el motor de 360 cc. Amb l'eixida de Honda del mercat dels kei de passatgers, Daihatsu va romandre com a l'únic fabricant de kei amb tracció al davant.

### Max Cuore (1977-1980)

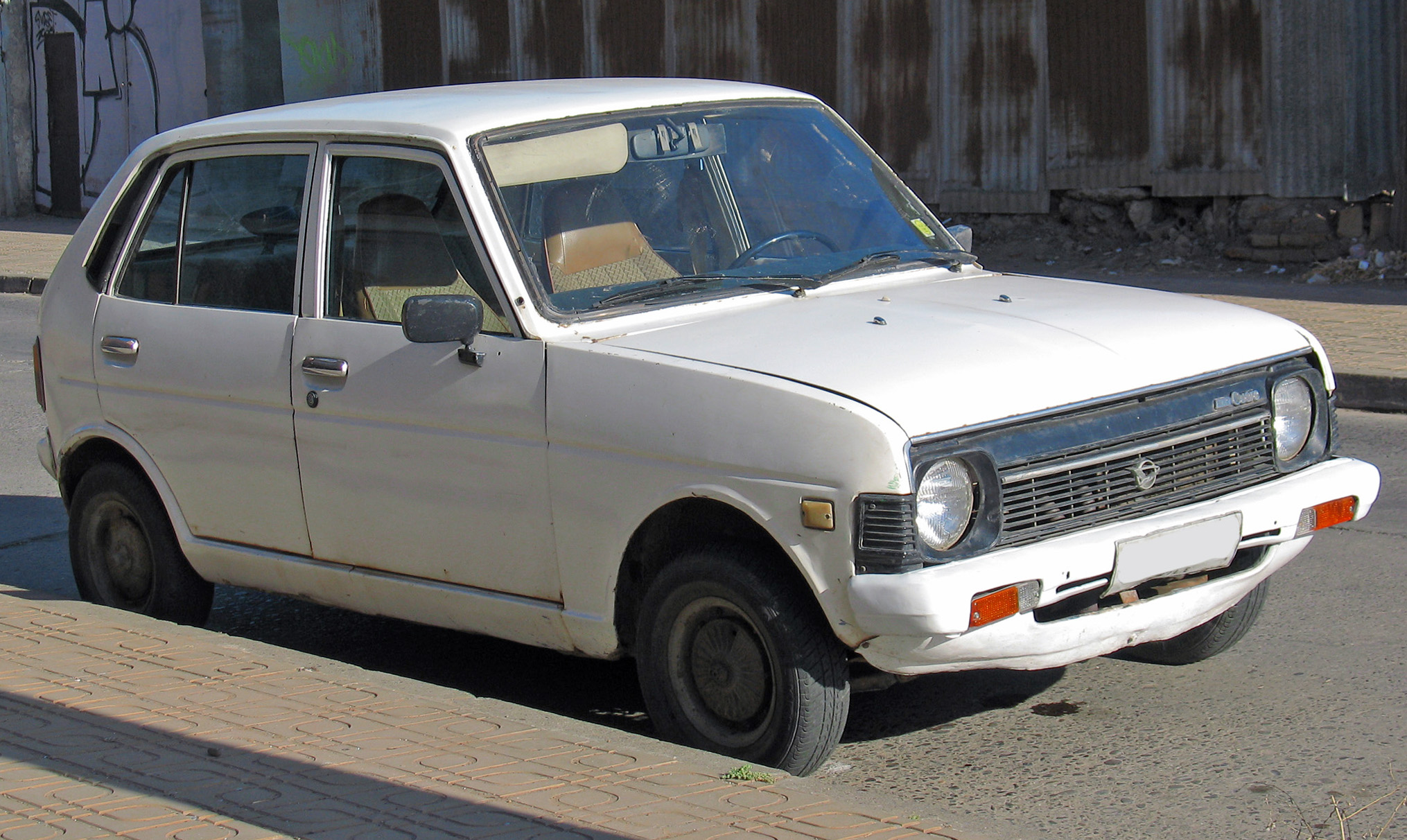
Max Cuore

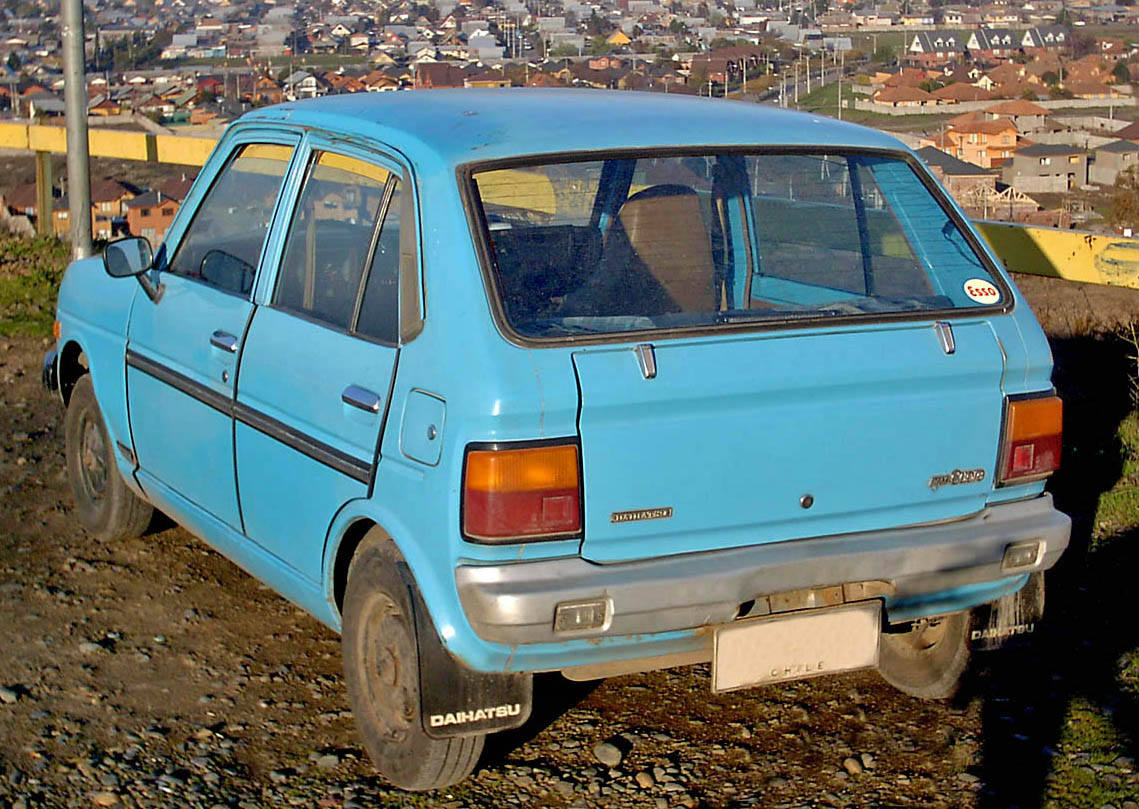
Max Cuore

Al juliol de 1977, el nom de la segona generació va canviar a Daihatsu Max Cuore. El canvi de nom també portava una carrosseria més allargada (fins a 1,395 mm més) que va fer que la carrosseria berlina assolira una llargària de 3160 mm i la familiar 3165 mm. Per a març de 1979, el model ja era conegut amb el nom de Daihatsu Cuore, tot i que encara duia l'afegitó Max de manera discreta i va estrenar una pujada de potència a 31 cavalls a 6.000 rpm i també del torque. El motor començà a equipar un nou sistema de control d'emissions anomenat DECS (Daihatsu Economical Clean-Up System) per a fer front a les noves regulacions de 1978. La graella frontal i els emblemes van canviar, mentres que les cadires van ser millorades i nous colors (interiors i exteriors) foren afegits. El Cuore Van, disponible en els nivells d'equipament "Standard", "DeLuxe" i "Super DeLuxe" produïa ara 29 cavalls de potència.
Els nivells d'equipament per al Max Cuore l'any 1979 eren "Standard" (2P), "DeLuxe" (2P i 4P), "Custom" (4P), "Hi-Custom" (2P i 4P) i "Hi-Custom EX" (4P). L'any 1980, amb el Max Cuore encara en producció, es presentà la primera generació del Cuore (berlina successora) i del Daihatsu Mira, versió comercial del Cuore.